# Katsuhide Motoki
Pour les articles homonymes, voir Motoki.
Katsuhide Motoki (本木 克英, Motoki Katsuhide), né le 6 décembre 1963 à Toyama, est un réalisateur japonais.

## Biographie
Après ses études à l'université Waseda, Katsuhide Motoki entre en 1987 à la Shōchiku en tant qu'assistant réalisateur, il travaille auprès de cinéastes tels que Keisuke Kinoshita, Azuma Morisaki (en) et encore Hiroshi Teshigahara. En 1993, il obtient auprès de l'Agence pour les Affaires culturelles une bourse d'un an pour étudier aux États-Unis. Katsuhide Motoki réalise son premier film, Tenamonya shōsha, en 1998.

## Filmographie sélective

### Au cinéma
- 1998 : Tenamonya shōsha (てなもんや商社?)
- 2000 : Tsuribaka nisshi: 11 (釣りバカ日誌イレブン?)
- 2001 : Tsuribaka nisshi 12: Shijo saidai no kyuka (釣りバカ日誌１２ 史上最大の有給休暇?)
- 2002 : Tsuribaka nisshi 13: Hama-chan kiki ippatsu! (釣りバカ日誌１３ ハマちゃん危機一髪！?)
- 2003 : Drugstore Girl (ドラッグストアガール, Doraggu sutoa gāru?)
- 2007 : Gegege no Kitarō (ゲゲゲの鬼太郎?)
- 2008 : Gegege no Kitarō: Sennen noroi uta (ゲゲゲの鬼太郎 千年呪い歌?)
- 2009 : Kamogawa horumō (鴨川ホルモー?)
- 2012 : Okaeri, hayabusa (おかえり、はやぶさ?)
- 2013 : Subete wa kimi ni aetakara (すべては君に逢えたから?)
- 2014 : Chō kōsoku! Sankin kōtai (超高速!参勤交代?)
- 2016 : Chō kōsoku! Sankin kōtai ritānzu (超高速!参勤交代 リターンズ?)
- 2018 : Soratobu taiya (空飛ぶタイヤ?)
- 2019 : Inemuri Iwane (居眠り磐音?)
- 2021 : Dai kome sōdō (大コメ騒動?)

### À la télévision
- 2004 : Tange Sazen (丹下左膳?)

## Distinctions

### Récompenses
- 2009 : Grand prix pour Kamogawa horumō au Festival international du film d'Okinawa (ja)

### Sélections
- 2015 : prix du meilleur réalisateur pour Samurai Hustle aux Japan Academy Prize[3]
- 2019 : prix du meilleur réalisateur pour Soratobu taiya aux Japan Academy Prize[4]